# Bad Medicine
«Bad Medicine» es una canción interpretada por la banda estadounidense de rock Bon Jovi, lanzado como sencillo principal del cuarto álbum de estudio de la banda, New Jersey (1988). Fue publicado por Mercury Records el 3 de septiembre de 1988. La canción fue escrita por Jon Bon Jovi, Richie Sambora y Desmond Child. 
La canción logró el top 10 en más de siete países, incluyendo el Billboard Hot 100 en los Estados Unidos donde se convirtió en el tercer número uno de la banda en la lista del país. La canción llegó a la tercera posición del Mainstream Rock en el país.

## Composición
Comienza con un punteo de guitarra y una introducción de teclado. A continuación, comienzan a sonar la guitarra, la batería y el bajo, y Richie, David y Alec comienzan a cantar.

## Video musical
El video musical de «Bad Medicine» fue dirigido por Wayne Isham, y en él, muestra a la banda, siendo grabada por sus fanes, ya que surgió la idea de que los fanes hicieran su propio video musical. Después de que los fanes colaboraran grabando a la banda, Bon Jovi seleccionó las mejores imágenes para hacer el video oficial.
Al inicio del video se ve al comediante Sam Kinison animando a la multitud a hacer un mejor video que el que la banda pueda crear.

## En otros medios
La canción es usada como tema de entrada por el luchador profesional mexicano Dr. Wagner Jr., sin embargo, no es el único en utilizar música de Bon Jovi como tema de entrada, ya que el también luchador profesional Aero Star utiliza la canción It's My Life como tema de entrada.

## Lista de canciones
Vinilo de 7"
1. «Bad Medicine» – 3:52
2. «99 in the Shade» – 4:26

Vinilo de 12"
A1. «Bad Medicine» (LP Versión) – 5:14
A2. «99 in the Shade» – 4:25
B1. «Lay Your Hands on Me» – 5:58

## Miembros
- Jon Bon Jovi - Voz.
- Richie Sambora - Guitarra y coros.
- David Bryan - Teclados y coros.
- Tico Torres - Batería.
- Alec John Such - Bajo y coros.

## Posicionamiento en listas
| Lista (1988)                            | Mejor posición |
| --------------------------------------- | -------------- |
| Alemania (Media Control AG)             | 54             |
| Australia (ARIA)                        | 4              |
| Bélgica (Flandes) (Ultratop 50)         | 31             |
| Canadá (RPM Top Singles)                | 5              |
| Estados Unidos (Billboard Hot 100)      | 1              |
| Estados Unidos (Mainstream Rock Tracks) | 3              |
| Finlandia (Finland's Official List)     | 17             |
| Francia (SNEP)                          | 98             |
| Irlanda (IRMA)                          | 10             |
| Italia (FIMI)                           | 13             |
| Nueva Zelanda (Recorded Music NZ)       | 2              |
| Países Bajos (Dutch Top 40)             | 10             |
| Reino Unido (UK Singles Chart)          | 17             |
| Suecia (Sverigetopplistan)              | 20             |
| Suiza (Schweizer Hitparade)             | 14             |

### Sucesión en listas
| Anterior: «Wild, Wild West» de The Escape Club | Billboard Hot 100 — Sencillo Nro 1 19 de noviembre de 1988 — 3 de diciembre de 1988 | Siguiente: «Baby, I Love Your Way/Freebird Medley» de Will to Power |